# Erbsen auf halb 6
Erbsen auf halb 6 ist ein deutscher Spielfilm aus dem Jahr 2004. In den Hauptrollen sind Hilmir Snær Guðnason und Fritzi Haberlandt zu sehen, Regie führte Lars Büchel.

## Handlung
Jakob verliert bei einem Autounfall das Augenlicht. Bisher war er es gewohnt, dass andere auf ihn angewiesen sind. Nun jedoch muss er sich auf seine verbliebenen Sinne verlassen oder darauf, dass die Erbsen auf „halb sechs“ auf dem Teller liegen. Lilly, Lehrerin am Rehabilitationszentrum für Blinde, übernimmt die Aufgabe, Jakob Unterricht in lebenspraktischen Fertigkeiten zu geben. Jakob lehnt dies vehement ab, sie bleibt jedoch dabei.
Im Gegensatz zu Jakob kennt Lilly den Unterschied zwischen hell und dunkel nicht. Sie ist seit ihrer Geburt blind, findet sich aber im Leben trotz ihrer Behinderung gut zurecht. Der vormals erfolgreiche Theaterregisseur wird damit jedoch nicht fertig. Seine Hilflosigkeit und zunehmende Verbitterung münden in einem inneren und äußeren Chaos: Jakob stößt gegen jedes erdenkliche Hindernis, spricht ins Leere und fällt beim Suizidversuch in einen Erdbeerkuchen statt in den tödlichen Abgrund.
Er versucht kopflos und ohne Langstock wegzurennen, indem er in irgendeinen Zug steigt. Lilly, die sich für ihn verantwortlich fühlt, muss ihm folgen. Es beginnt eine tragisch-komische Odyssee nach Russland. Jakob möchte sich von seiner todkranken Mutter verabschieden. Er lernt auf dieser Reise durch die Auseinandersetzung mit Lilly, sein Schicksal zu akzeptieren.
Nachdem seine Mutter in seinen Armen gestorben ist, erkennt er, wie sehr er Lilly liebt. Aber auch sie muss erkennen, dass ihr bisheriges Leben in ihrer sicheren und überbehütenden Familie nicht alles ist. Sie sieht ein, dass ihr bisheriger Freund Paul, der sehen kann, nicht mehr zu ihr passt. Sie hat sich in Jakob verliebt. Nachdem sie auf ihrer Reise kurzzeitig getrennte Wege gegangen sind, weil Jakob Lillys Lebensplanung nicht durcheinanderbringen will, finden sie durch viele hilfreiche Personen und Zufälle doch noch zueinander.

## Kritiken
„Regisseur Lars Büchel und Solino-Autorin Ruth Toma erzählen eine eigenständige, aber auch zwanghaft ambitionierte Geschichte. Vieles erinnert an Miguel Alexandres Gran Paradiso, mehr aber noch an Caroline Links Jenseits der Stille, der sich wie Erbsen weitgehend über die Tonspur erschließt. Nur leider wird diesem Vorbild allzu spekulativ nachgeeifert.“

„Lars Büchel hat mit dem Film Erbsen auf halb 6 eine weitere deutsche Sentimentalitätspeinlichkeit vorgelegt, die an den falschen Stellen lustig zu sein versucht und dazwischen mit platten Dialogen und unnötigen Parallelhandlungen unangenehm auffällt.“

„Die ebenso unterhaltsame wie einfühlsame Geschichte einer "unmöglichen" Liebe [...], wobei der hervorragend inszenierte und gespielte Film ebenso selbstbewusst wie unbekümmert über die Stränge der Logik schlägt und für die "Magie" des Lebens und der Liebe jenseits des allzu Selbstverständlichen wirbt.“

„Erbsen auf halb sechs ist eine Tragikkomödie, die sich auf sympathische Weise mit dem Thema Blindheit in unserer Gesellschaft auseinandersetzt. Dabei bleibt sie nicht stets möglichst ernst, was dieses relative Tabuthema angeht, sondern zeigt diese Welt meist mit einem Augenzwinkern.“

## Soundtrack
Die Lieder 1–19 wurden alle von Max Berghaus, Dirk Reichardt und Stefan Hansen geschrieben und eingespielt. Titel 20 stammt von Wolfsheim.
1. Intro (3:30)
2. Gehen lernen (1:48)
3. Foto der Mutter (0:47)
4. Der Sprung (2:31)
5. Aufbruch (2:28)
6. Im Rapsfeld (2:56)
7. Im Regen (1:42)
8. Abschied (1:43)
9. Was ist Nebel? (1:47)
10. Lieben lernen (3:47)
11. Trennung im Regen (2:29)
12. Franziskas Fest (2:16)
13. Du bist cool Mann! (1:55)
14. Auf getrennten Wegen (1) (1:23)
15. Auf getrennten Wegen (2) (1:07)
16. Tod (4:05)
17. Hochzeit auf russisch (2:42)
18. Finale (4:14)
19. Letim, letim (2:09)
20. Blind (4:00)

## Auszeichnungen
Der Film erhielt 2004 den deutschen Filmpreis in Gold in der Kategorie Hervorragende künstlerische Einzelleistung – Musik für den von Max Berghaus, Dirk Reichardt und Stefan Hansen komponierten Soundtrack. Im selben Jahr wurde die von Kathleen Gawlich gesprochene Audiodeskription mit dem deutschen Hörfilmpreis ausgezeichnet.